# Eleccions legislatives austríaques de 1923
Les eleccions legislatives austríaques del 1923 (Nationalratswahl in Österreich 1923), celebrades el 21 d'octubre de 1923, foren les segones eleccions per a triar el 165 membres del Consell Nacional d'Àustria de la Primera República Austríaca.
El resultat de les eleccions fou el triomf de les forces dretanes, encapçalades sobretot pel Partit Socialcristià (PSC) i seguida pel pangermanistes del Partit Popular de la Gran Alemanya (PPGA) i la Lliga Rural (LR), que van patir un retrocés dels resultats anteriors. El Canceller socialcristià Ignaz Seipel renovà el seu càrrec mercés un acord entre el PSC i el PPGA.

## Resultats
| Partit                     | Partit                                             | Vots      | %     | Escons | +/– |  |
| -------------------------- | -------------------------------------------------- | --------- | ----- | ------ | --- |  |
|                            | Partit Socialcristià                               | 1.459.047 | 44,05 | 80     | 5   |  |
|                            | Partit Socialdemòcrata dels Treballadors d'Àustria | 1.311.870 | 39,60 | 68     | 1   |  |
|                            | Partit Popular de la Gran Alemanya-Lliga Rural     | 259.375   | 7,83  | 10     | 11  |  |
|                            | Llista Unitària Caríntia                           | 95.465    | 2,88  | 5      | Nou |  |
|                            | Lliga Rural Austríaca                              | 76.441    | 2,31  | 1      | 6   |  |
|                            |                                                    |           |       |        |     |  |
|                            | Grup Electoral Jueu                                | 24.970    | 0,75  | 0      | =   |  |
|                            | Lliga Rural de Burgenland                          | 23.142    | 0,70  | 0      | Nou |  |
|                            | Partit Comunista d'Àustria                         | 22.164    | 0,67  | 0      | =   |  |
|                            | Partit Democràtic dels Treballadors i Ciutadans    | 18.886    | 0,57  | 0      | 1   |  |
|                            | Partit dels Eslovens de Caríntia                   | 9.868     | 0,30  | 0      | Nou |  |
|                            | Partit de la Minoria Txecoslovaca                  | 7.580     | 0,23  | 0      | Nou |  |
|                            | Partit Croat                                       | 2.557     | 0,08  | 0      | Nou |  |
|                            | Partit Popular Imperial                            | 1.235     | 0,03  | 0      | Nou |  |
|                            | Unió de Tots els Treballadors                      | 6         | 0,00  | 0      | Nou |  |
| Total                      | Total                                              | 3.312.606 | 100   | 165    | 18  |  |
|                            |                                                    |           |       |        |     |  |
| Vots vàlids                | Vots vàlids                                        | 3.312.606 | 98,86 |        |     |  |
| Vots nuls                  | Vots nuls                                          | 38.249    | 1,14  |        |     |  |
| Participació               | Participació                                       | 3.350.855 | 100   |        |     |  |
| Cens                       | Cens                                               | 3.849.484 | 87,05 |        |     |  |
| Font: Siemens Austria, BMI |                                                    |           |       |        |     |  |

### Grups polítics
| Grup             | Candidatures | Escons | Escons |
| Grup             | Candidatures | Escons | +/-    |
| ---------------- | --- | ------ | ------ |
| Socialcristià    | - Partit Socialcristià (80) - Llista Unitària Caríntia (2)                                                                | 82     | 3      |
| Socialdemòcrates | - Partit Socialdemòcrata dels Treballadors d'Àustria                                                                      | 68     | 1      |
| Pangermanistes   | - Partit Popular de la Gran Alemanya-Lliga Rural (8) - Llista Unitària Caríntia (2)                                       | 10     | 11     |
| Rurals           | - Partit Popular de la Gran Alemanya-Lliga Rural (2) - Llista Unitària Caríntia (2) - Unió de Camperols de Burgenland (1) | 5      | 2      |